# 涙・コパカバーナ
『涙・コパカバーナ』（なみだコパカバーナ）は、川島なお美の7枚目のシングル。

## 概要
前作から7か月ぶりのシングル。南国調のアレンジとなっている。

## 収録曲
- 全作詞：売野雅勇、作曲：大野克夫、編曲：井上鑑

1. 涙・コパカバーナ（3分46秒）
2. スリル・ミー（4分5秒）

## 収録アルバム
- 「未・来・人」（#1、2）
- 「GOLDEN☆BEST 川島なお美」（#1、2）